# Кильский университет
Кильский университет имени Кристиана Альбрехта — ведущий классический университет (и научный центр), один из крупнейших в Германии, где представлены почти все научные направления, но ведущими являются прикладные науки о жизни, геология и океанография. Расположен в городе Киле, благоприятно расположенном в заливе Балтийского моря. Имеет большое международное значение. Поддерживает партнёрские отношения со многими университетами стран Европейского союза, США, Китая и бывшего СССР. Единственный университет широкого профиля в Шлезвиг-Гольштейне.
Здесь работает приблизительно 450 профессоров и других вузовских преподавателей, более чем 1700 других учёных и врачей и почти 6000 сотрудников. Только в клиниках университета работает более 5000 человек. Из около 23 000 студентов, около 1 300 иностранцев, представляющих 85 наций всего мира, обучаются на теологическом, юридическом, социально-экономическом, медицинском, философском, математическом, природоведческом и других факультетах. В состав университета входят 165 научно-исследовательских институтов, семинаров, клиник и других учреждений, которые располагаются в 250 зданиях. 3 опытные станции университета занимают свыше 500 гектаров полезной сельскохозяйственной площади, функционирует 66 специализированных курсов — от археологических до зубоврачебных. Ежегодно 2000 выпускников-специалистов, более 300 кандидатов и докторов наук. Всему миру известны медицинский факультет университета, Институт океанографии, Кильский институт мировой экономики, Институт восточноевропейского права.

## История
В 1665 году его основал герцог Шлезвиг-гольштейнский Кристиан Альбрехт Гольштейн-Готторпский (Готторфский). Поначалу университет располагался в здании старого францисканского монастыря. 16 профессоров обучало всего 140 студентов.
В 1768 году архитектор Эрнст Георг Зоннин, построивший церковь Святого Михаила в Гамбурге, возвёл новое университетское здание вблизи Кильского замка.

## Управление
Университет является корпорацией общественного права. Им руководит ректорат, в который входят: ректор, 2 проректора и университетский канцлер. Важнейшими органами самоуправления являются сенат, консистория и факультетские конвенты.

## Факультеты
- Факультет теологии
- Факультет права
- Факультет бизнеса, экономики и социальных наук
- Факультет медицины
- Факультет искусства и гуманитарных наук
- Факультет математики и естественных наук
- Факультет агрокультуры и диетологии
- Инженерный

## Известные преподаватели
- Адлер, Георг
- Бласс, Фридрих Вильгельм
- Вахсмут, Вильгельм
- Людвиг Клайзен
- Крейцфельдт, Ганс-Герхард
- Лилиенкрон, Рохус фон
- Похгаммер, Лео Август
- Рот, Пауль Рудольф фон
- Унзольд, Альбрехт Отто Иоганнес
- Фок, Отто
- Штайниц, Эрнст
- Эккерман, Яков Кристоф Рудольф
- Якоб, Георг

## Исследования
Райнер Хорн из Кильского университета в 2002 году заметил, что захороненные на кладбище тела стали разлагаться в полтора-два раза медленнее. Он предполагает, что причина в омолаживающих кремах и консервантах, которые потребляют люди вместе с пищей при жизни.